# Artem Milevskyy
Artem Volodimirovitch Milevskyy (en ukrainien : Артем Володимирович Мілевський, en biélorusse : Арцём Уладзіміравіч Мілеўскі), né le 12 janvier 1985, est un footballeur international ukrainien d'origine biélorusse.
Il a évolué au poste d'attaquant au niveau professionnel entre 2002 et 2021, passant notamment onze de ces années au Dynamo Kiev de 2002 à 2013. Sous ces couleurs, il remporte le championnat ukrainien par quatre fois et termine meilleur buteur lors de la saison 2009-2010. Il y gagne également quatre coupes d'Ukraine. Après son départ de Kiev, il effectue de brefs passages au sein de plusieurs clubs européens, remportant notamment deux derniers titres en Biélorussie avec le Dinamo Brest où il gagne la coupe en 2018 puis le championnat l'année suivante.
Sous les couleurs de la sélection ukrainienne, il est notamment finaliste de l'Euro espoirs en 2006 puis quart-de-finaliste de la Coupe du monde la même année. Il prend également part au championnat d'Europe en 2012, qui voit l'Ukraine être éliminée en phase de groupes. Avec la sélection A, il cumule en tout 50 sélections pour huit buts marqués.

## Biographie
À l'été 2013, il rejoint Gaziantepspor en Turquie.

### En équipe nationale
Il a joué avec l'équipe de Biélorussie des moins de 16 ans puis a choisi de jouer pour l'Ukraine.
Il a eu sa première cape internationale lors du premier tour du Mondial 2006 contre l'Arabie saoudite (victoire 4-0).
Milevskiy participe à la coupe du monde 2006 avec l'équipe d'Ukraine. En huitième de finale face à la Suisse, il tente et réussit une Panenka face au gardien Pascal Zuberbühler au cours de la séance des tirs au but, que son équipe remporte. L'Ukraine est éliminée au tour suivant face aux futurs champions du monde italiens.

## Statistiques
| Saison                | Club                  | Championnat           | Championnat | Championnat | Coupe(s) nationale(s) | Coupe(s) nationale(s) | Compétition(s) continentale(s) | Compétition(s) continentale(s) | Compétition(s) continentale(s) | Total | Total |
| Saison                | Club                  | Division              | M.          | B.          | M.                    | B.                    | Comp.                          | M.                             | B.                             | M.    | B.    |
| 2002-2003             | Dynamo-2 Kiev         | D2                    | 25          | 11          | -                     | -                     | -                              | -                              | -                              | 25    | 11    |
| 2003-2004             | Dynamo-2 Kiev         | D2                    | 12          | 2           | -                     | -                     | -                              | -                              | -                              | 12    | 2     |
| 2004-2005             | Dynamo-2 Kiev         | D2                    | 17          | 5           | -                     | -                     | -                              | -                              | -                              | 17    | 5     |
| Sous-total            | Sous-total            | Sous-total            | 54          | 18          | -                     | -                     | -                              | -                              | -                              | 54    | 18    |
| 2002-2003             | Dynamo Kiev           | D1                    | 6           | 1           | 4                     | 1                     | -                              | -                              | -                              | 10    | 2     |
| 2003-2004             | Dynamo Kiev           | D1                    | 8           | 1           | 3                     | 1                     | C1                             | 1                              | 0                              | 12    | 2     |
| 2004-2005             | Dynamo Kiev           | D1                    | 8           | 0           | 3                     | 1                     | -                              | -                              | -                              | 11    | 1     |
| 2005-2006             | Dynamo Kiev           | D1                    | 16          | 3           | 6                     | 3                     | -                              | -                              | -                              | 22    | 6     |
| 2006-2007             | Dynamo Kiev           | D1                    | 14          | 5           | 5                     | 2                     | C1                             | 6                              | 1                              | 25    | 8     |
| 2007-2008             | Dynamo Kiev           | D1                    | 21          | 5           | 7                     | 0                     | C1                             | 4                              | 0                              | 32    | 5     |
| 2008-2009             | Dynamo Kiev           | D1                    | 24          | 10          | 3                     | 1                     | C1+C3                          | 8+7                            | 6+0                            | 42    | 17    |
| 2009-2010             | Dynamo Kiev           | D1                    | 27          | 17          | 4                     | 1                     | C1                             | 6                              | 1                              | 37    | 19    |
| 2010-2011             | Dynamo Kiev           | D1                    | 26          | 9           | 3                     | 2                     | C1+C3                          | 3+11                           | 1+5                            | 43    | 17    |
| 2011-2012             | Dynamo Kiev           | D1                    | 18          | 6           | 3                     | 2                     | C1+C3                          | 1+7                            | 0+1                            | 29    | 9     |
| 2012-2013             | Dynamo Kiev           | D1                    | 10          | 0           | 1                     | 0                     | C1                             | 4                              | 0                              | 15    | 0     |
| Sous-total            | Sous-total            | Sous-total            | 178         | 57          | 42                    | 14                    | -                              | 58                             | 15                             | 278   | 86    |
| 2013-2014             | Gaziantepspor         | D1                    | 6           | 1           | 3                     | 0                     | -                              | -                              | -                              | 9     | 1     |
| 2014-2015             | Hajduk Split          | D1                    | 21          | 3           | 5                     | 0                     | C3                             | 1                              | 0                              | 27    | 3     |
| 2015-2016             | HNK Split             | D1                    | 1           | 0           | -                     | -                     | -                              | -                              | -                              | 1     | 0     |
| 2015-2016             | Concordia Chiajna     | D1                    | 13          | 5           | 2                     | 1                     | -                              | -                              | -                              | 15    | 6     |
| 2016-2017             | FK Tosno              | D2                    | 17          | 0           | 1                     | 0                     | -                              | -                              | -                              | 18    | 0     |
| 2017                  | Dinamo Brest          | D1                    | 15          | 5           | 1                     | 0                     | C3                             | 2                              | 0                              | 18    | 5     |
| 2018                  | Dinamo Brest          | D1                    | 14          | 3           | 6                     | 2                     | -                              | -                              | -                              | 20    | 5     |
| 2018-2019             | Kisvárda FC           | D1                    | 8           | 0           | 2                     | 0                     | -                              | -                              | -                              | 10    | 0     |
| 2019                  | Dinamo Brest          | D1                    | 26          | 4           | 3                     | 0                     | -                              | -                              | -                              | 29    | 4     |
| 2020                  | Dinamo Brest          | D1                    | 26          | 5           | 7                     | 0                     | C1                             | 3                              | 1                              | 36    | 6     |
| 2020-2021             | FK Mynaï              | D1                    | 10          | 0           | -                     | -                     | -                              | -                              | -                              | 10    | 0     |
| Sous-total            | Sous-total            | Sous-total            | 157         | 26          | 30                    | 3                     | -                              | 6                              | 1                              | 193   | 30    |
| Total sur la carrière | Total sur la carrière | Total sur la carrière | 389         | 101         | 72                    | 17                    | -                              | 64                             | 16                             | 525   | 134   |

## Palmarès
- Dynamo Kiev
  - Champion d'Ukraine en 2003, 2004, 2007 et 2009.
  - Vainqueur de la Coupe d'Ukraine en 2003, 2005, 2006 et 2007.
  - Vainqueur de la Supercoupe d'Ukraine en 2006, 2009 et 2011.

- Dinamo Brest
  - Champion de Biélorussie en 2019.
  - Vainqueur de la Coupe de Biélorussie en 2018.
  - Vainqueur de la Supercoupe de Biélorussie en 2019 et 2020.
  - Finaliste de la Coupe de Biélorussie en 2020.

- Distinctions individuelles
  - Meilleur buteur du championnat d'Ukraine en 2010 avec le Dynamo Kiev (17 buts).